# قمعية كبيرة الأزهار
القِمَعية الكبيرة الأزهار (باللاتينية: Digitalis grandiflora) نوع نباتي يتبع جنس القِمَعية من الفصيلة الحملية.